# Prajadhipok
Prajadhipok ou Phra Pokklao Chaoyuhua (Bangkok, 8 de novembro de 1893 — Surrey, Reino Unido, 30 de maio de 1941) foi o sétimo monarca da dinastia Chakri do Sião (hoje Tailândia), reinou de 1925 até 1935. Foi o último monarca absoluto e o primeiro monarca constitucional do Sião. Seu reinado foi o mais curto na história da dinastia Chakri. O golpe de estado de 1932 forçou o rei a aceitar a monarquia constitucional e a conceder uma constituição democrática. Apesar disso, o rei abdicou em 1935 e passou o resto de seus dias no Reino Unido.